# Can Can Bunny系列
《Can Can Bunny》（日語：きゃんきゃんバニー）是1989年Cocktail Soft開發的戀愛模擬遊戲系列作品，並且該作品為日本第一部戀愛養成遊戲。第4回作品《Can Can Bunny Premiere》（きゃんきゃんバニープルミエール）女主角絲娃蒂（スワティ）的人氣非常高，造成有時候狹義上指的是該角色。第4回作品《Can Can Bunny Premiere》（きゃんきゃんバニープルミエール）於1996年4月5日被KID正式移植到SEGA Saturn家用遊戲主機。

## 遊戲
- 「Can Can Bunny」（きゃんきゃんバニー）
  - 「Can Can Bunny 1 Primo」（きゃんきゃんバニー1 Primo）
- 「Can Can Bunny Superior」（きゃんきゃんバニースペリオール）
- 「Can Can Bunny Spirits」（きゃんきゃんバニースピリッツ）
- 「Can Can Bunny Premiere」（きゃんきゃんバニープルミエール）
- 「Can Can Bunny Extra」（きゃんきゃんバニーエクストラ）
- 「Can Can Bunny 5 1/2 Limited」（きゃんきゃんバニーリミテッド 5 1/2）
- 「Can Can Bunny 6 i-mail」（きゃんきゃんバニー6 i-mail）
- 「Can Can Bunny Premiere 3」（きゃんきゃんバニープルミエール3）

## CD

### 「Can Can Bunny Extra 1 Swaty Special」


#### 曲目
1. Drama「Swaty 的暑假」
2. Special DJ「Swaty 的 Can Can 電台」

### 「Can Can Bunny Extra 2」


#### 曲目
1. 開幕
2. 狂歡之夜 Ⅰ
3. 狂歡之夜 Ⅱ
4. Swaty 的決意
5. 助理小姐
6. Rodriguez 松本
7. 排演
8. 時裝秀

### 「Can Can Bunny Extra 3」


#### 曲目
1. Drama「別說我花心」①
2. Drama「別說我花心」②
3. Drama「別說我花心」③
4. Drama「別說我花心」④
5. Drama「別說我花心」⑤
6. Bonus Drama「Sawadi 的日記」

### 「Can Can Bunny Extra 4」


#### 曲目
1. Sawadi 的神通力
2. Swaty, 女子高中生!?
3. 學園祭前二日
4. 學園祭開始!!
5. 後夜祭・舞會
6. 尾聲

## 動畫
《Can Can Bunny Extra》（きゃんきゃんバニー エクストラ）是由Pink Pineapple於1996年至1997年期間發售的成人動畫，共六集，以LD、VHS、DVD形式發售。台灣中文字幕版VCD由凡華影視以《新女神物語》為名代理。

## 小說

### 「Can Can Bunny〈1〉Swaty 降臨」


#### 登場人物
1. Swaty
2. 青山美沙生
3. 若宮雪江
4. 七福神
5. 河村耕平

### 「Can Can Bunny〈2〉Love and Trouble」


#### 登場人物
1. Swaty
2. 久遠寺綾
3. 杉田千里
4. 七福神
5. 河村耕平

### 「Can Can Bunny〈3〉Goodbye. And…」


#### 登場人物
1. Swaty
2. 櫻澤香織
3. 坂本香菜
4. 河村耕平
5. 七福神

### 「Can Can Bunny Premiere」


#### 登場人物
1. Swaty
2. 冰室深雪
3. 江藤莉奈
4. 小川由真
5. 直居亮子

#### 內容
1. 序幕 (Prologue)
2. 第一章 九月
3. 第二章 心與靈魂
4. 第三章 So Many Stars
5. 第四章 LOVE LOVE LOVE
6. 第五章 死神與少女
7. 第六章 一想到你
8. 尾聲 (Epilogue) 愛

### 「Can Can Bunny 6 i-mail」


#### 登場人物
1. MONAKO
2. 榊亞美
3. 內海葉月
4. 大庭純
5. 西崎美耶子
6. 春日惠